# Rossinyol bord de les Fiji
El rossinyol bord de les Fiji (Horornis ruficapilla) és una espècie d'ocell de la família dels cètids (Cettiidae). És endèmic de les illes Fiji. Els seus hàbitats principals són els boscos tropicals i subtropicals de frondoses humits de les terres baixes. El seu estat de conservació es considera de risc mínim.